# سزین آک‌باش‌اوغول‌لاری
سزین آک‌باش‌اوغول‌لاری (انگلیسی: Sezin Akbaşoğulları؛ زادهٔ ۲۲ آوریل ۱۹۸۱) بازیگر اهل ترکیه است. وی از سال ۲۰۰۰ میلادی تاکنون مشغول فعالیت بوده‌است.
از سریال‌هایی که او در آن‌ها به ایفای نقش پرداخته است می‌توان به سه قرون و آن دختر  و فیلم درخت خاموش  اشاره کرد.